# Basen
Basen (en arménien Բասեն) est une communauté rurale du marz de Shirak en Arménie. En 2008, elle compte 1 798 habitants.